# Manuel Rivera-Ortiz
Manuel Rivera-Ortiz (23. prosinca, 1968., Guayama, Portoriko) je slavni američki fotograf.
On je utjecajan američki dokumentaristički i novinarski fotograf, najpoznatiji po svojim fotografijama ljudi u zemljama u razvoju. Njegove fotografije pokazuju su ljudsku stranu i tragične posljedice ekonomske krize i duboko su utjecale na razvoj dokumentarističke fotografije.

## Vanjske poveznice
- http://www.rivera-ortiz.com  Arhivirana inačica izvorne stranice od 6. lipnja 2020. (Wayback Machine)

## Djela
- Tobacco Harvesting, Valle de Viñales, Kuba (2002.)
- Widow Of The Mines, Potosí, Bolivija (2004.)
- City Dump, Yamuna River Slum, Delhi, Indija (2005.)